# Stadio Baniyas
Lo stadio Baniyas è uno impianto calcistico della città di Abu Dhabi; ospita regolarmente anche le partite casalinghe del Baniyas Sports & Culture Club e vi si sono svolte alcune partite della squadra nazionale degli Emirati Arabi Uniti.

## Storia
I lavori per la costruzione dello stadio che avrebbe dovuto ospitare le partite casalinghe del Baniyas, squadra di calcio della capitale emiratina Abu Dhabi, sono iniziati il 4 agosto 2009 seguendo il progetto disegnato dall'architetto francese Roger Taillibert e sono terminati dopo appena sei mesi il 3 febbraio 2010, data in cui lo stadio è stato inaugurato con una amichevole. 
Lo stadio Baniyas è tra i più moderni degli Emirati Arabi Uniti. Dispone di quattro tribune indipendenti in modalità specifica per il calcio. Di queste, la tribuna principale vanta un tetto imponente che ricorda le tende che un tempo erano la casa della tribù Bani Yas, che è rappresentata dal club. Lo stadio ha una capacità di circa 10.000 spettatori.